# Sežana
Sežana je važan grad u Sloveniji blizu talijanske granice, upravni centar Kraško-brkinske regije (sjedište upravne jedinice) i istoimene općine, poznata i kao „Kraška metropola.“

## Stanovništvo
Sežana ima oko 6500 stanovnika.

## Gospodarstvo
Grad se stalno razvija i proširuje, zahvaljujući i domaćem građevinskom poduzeću Kraški zidar, jednom najvećih poduzeća te vrste u Sloveniji. Općina Sežana dosta ulaže i investira u infrastrukturu, što ima utjecaj i na sam izgled grada.
Na ovom je području smješten veliki broj tvornica, poduzeća i privatnih tvrtki (Mitol, Jadran, Kras, Adria Terminali, Marmor, Boma, KSP, Kraški vodovod, Metra, Alfastreet, Gold Club, Sea, Vinakras, Krasoprema...), koje zapošljavaju većinu stanovništva. Veći broj ljudi putuje na posao u Sežanu također iz postojnskog i ilirskobistričkog područja.

## Poznate osobe
- Srečko Kosovel – pjesnik

## Znamenitosti
U blizini grada nalazi se svjetski poznata 400 godina stara konjušnica Lipica, koju posjećuje veliki broj turista kako bi vidjeli lipicance. U Lipici su dva hotela, a u samom gradu još dva hotela i motel, koji su namijenjeni turistima, gospodarstvenicima i tranzitnim gostima. Budući da se Sežana nalazi negdje na sredini između Ljubljane, Trsta i jadranske obale, mnogo turista i organiziranih skupina prenoći u gradu, a preko dana idu na izlete u različite pravce (Lipica, Postojnska jama, Škocjanske jame, Kras, Štanjel, Ljubljana, Trst, Jadransko more...). 
I u samom gradu ima više znamenitosti: sežanski botanički vrt, Kosovelova spomen soba, šumska školska staza „Tabor“, gradska školska staza prirodnih i kulturno-povijesnih zanimljivosti, Kosovelov spomen-put od Sežane do Tomaja itd.

## Vanjske poveznice
- Općina Sežana